# 강표영
강표영(? ~ )은 조선민주주의인민공화국의 군인 겸 정치인이다. 군인 계급은 조선인민군 육군 중장이다. 2012년 기준으로, 조선로동당 중앙위원회 위원이다.

## 경력
1995년 10월, 인민군 대좌에서 소장으로 진급했다. 이후 중장으로 진급하여, 2010년 9월에 열린 조선로동당 제6차 대회 제22차 전원회의에서 조선로동당 중앙위원회 정치국 위원으로 선출되었다.

## 최고인민회의 대의원
2019년 3월 최고인민회의 제79호 상리선거구에서 제14기 대의원으로 선출되었다.

## 기타
2011년 12월 김정일 사망 당시에 국가 장의위원회 위원을 맡았다.